# Rio Solimões
Rio Solimões é o nome frequentemente dado ao trecho superior do rio Amazonas no Brasil, desde sua confluência com o rio Negro até a tríplice fronteira do Brasil com o Peru e a Colômbia. O nome foi dado pelos cronistas ibéricos na época do descobrimento por não possuírem de conhecimento e equipamentos para a navegação na região, a fim de facilitar suas entradas no reconhecimento das regiões compreendidas pelo grande rio. As razões da alcunha ainda são incertas, apenas é sabido que uma nação ameríndia vulgarmente alcunhada por cronistas lusófonos de “Soriman”, corrompida como “Solimao” ou “Solimum”, deu a este trecho o nome do rio e região do estado do Amazonas. Em algumas literaturas é aceito o uso da palavra “rio” anterior à “Solimões”, outras no entanto, apenas usa o termo “Solimões”, mas universalmente em muitas literaturas usa-se o nome “Amazonas” reconhecida como nome único deste rio. Tem como afluentes da margem direita os rios Javari, Jutaí, Juruá e Purus na margem esquerda os rios Içá e Japurá e percorre os municípios de São Paulo de Olivença, Amaturá, Santo Antônio do Içá, Tonantins, Jutaí, Fonte Boa, Alvarães, Tefé, Coari, Codajás, Anamã, Anori, Manacapuru, totalizando aproximadamente 1.700 km até chegar a Manaus, onde ao encontrar o rio Negro recebe novamente o nome de rio Amazonas.
O rio é anastomosado, ou seja, está dividido em braços longos e relativamente estáveis, que se unem a jusante.
O curso do rio e a extensão de suas planícies de inundação são determinados por lineamentos tectônicos. Predominam os lineamentos NW-SE e SW-NE, embora também existam lineamentos com direção N-S e W-E. Em algumas partes, a interseção de lineamentos forma áreas baixas com formato aproximado de losangos topograficamente e que são ocupadas por planícies aluviais. As áreas elevadas ao redor do rio correspondem geologicamente à formação sedimentar de idade Cretácea.
As planícies aluviais do rio têm, em algumas partes, até 40 km de largura.

## Origem do nome
O rio Solimões recebe esse nome devido aos povos que habitavam as suas margens e foram descritos pelos primeiros cronistas espanhóis e portugueses no século XVI. Em suas margens, entre os atuais municípios de Coari e Anamã, havia as tribos do Yurimáguas. Esses mesmos povos receberam diversas variações ao longo dos séculos e cada cronista os nomeava de forma diferente como: Joriman, Sorimões, e Sorimão.
As derivações de Sorimão, Sorimões e Solimões vêm da palavra sublimatum do latim, em referência ao veneno utilizado nas pontas de flechas e dardos daqueles povos. Por ser uma das sociedades mais belicosas do rio Solimões, teve seu destaque nas pontas de flechas envenenadas, dando origem ao nome do rio.

## Afluentes
Nesta tabela estão os principais afluentes do rio Solimões, sendo do sentido oeste para leste, desde a cidade de Tabatinga até Manaus.
|              |                           |                           |                           | Foz              | País                               | Extensão (km) | Coord.                      |
| ------------ | ------------------------- | ------------------------- | ------------------------- | ---------------- | ---------------------------------- | ------------- | --------------------------- |
| Rio Solimões | Rio Solimões              | Rio Solimões              | Rio Solimões              | Rio Amazonas     | Brasil                             | 1.700         |                             |
| -            | Rio Javari                | Rio Javari                | Rio Javari                | Rio Solimões     | Peru - Brasil                      | 1.050         | 7° 08′ S, 73° 49′ O         |
| -            | -                         | Rio Curuça                | Rio Curuça                | Rio Javari       | Brasil                             | 530           | 6° 42′ S, 72° 42′ O         |
| -            | -                         | Rio Itui                  | Rio Itui                  | Rio Javari       | Brasil                             | 480           | 6° 54′ S, 72° 10′ O         |
| -            | Rio Jandiatuba            | Rio Jandiatuba            | Rio Jandiatuba            | Rio Solimões     | Brasil                             | 500           | 6° 05′ S, 70° 41′ O         |
| -            | Rio Putumayo (ou Rio Içá) | Rio Putumayo (ou Rio Içá) | Rio Putumayo (ou Rio Içá) | Rio Solimões     | Colômbia - Equador - Peru - Brasil | 1.610         | 1° 15′ N, 76° 55′ O         |
| -            | -                         | Rio Igara Paraná          | Rio Igara Paraná          | Rio Putumayo     | Colômbia                           | 430           | 0° 24′ S, 73° 39′ O         |
| -            | Rio Jutaí                 | Rio Jutaí                 | Rio Jutaí                 | Rio Solimões     | Brasil                             | 1.050         | 6° 18′ S, 70° 49′ O         |
| -            | -                         | Rio Zinho                 | Rio Zinho                 | Rio Jutaí        | Brasil                             | 430           | 5° 21′ S, 67° 55′ O         |
| -            | -                         | Rio Bia                   | Rio Bia                   | Rio Jutaí        | Brasil                             | 470           | 5° 48′ S, 68° 22′ O         |
| -            | -                         | Rio Mutum                 | Rio Mutum                 | Rio Jutaí        | Brasil                             | 320           | 6° 00′ S, 68° 50′ O         |
| -            | Rio Juruá                 | Rio Juruá                 | Rio Juruá                 | Rio Solimões     | Peru - Brasil                      | 3.100         | 10° 09′ S, 73° 15′ O        |
| -            | -                         | Rio Gregório              | Rio Gregório              | Rio Juruá        | Brasil                             | 350           | 8° 59′ S, 72° 04′ O         |
| -            | Rio Caqueta-Japurá        | Rio Caqueta-Japurá        | Rio Caqueta-Japurá        | Rio Solimões     | Colômbia - Brasil                  | 2.820         | 1° 55′ N, 76° 40′ O         |
| -            | -                         | Rio Apaporis              | Rio Apaporis              | Rio Caquetá      | Colômbia - Brasil                  | 770           | 1° 00′ N, 72° 20′ O         |
| -            | -                         | Rio Cahuinari             | Rio Cahuinari             | Rio Caquetá      | Colômbia                           | 400           | 0° 35′ S, 72° 54′ O         |
| -            | -                         | Rio Yarí                  | Rio Yarí                  | Rio Caquetá      | Colômbia                           | 530           | 2° 37′ N, 74° 55′ O         |
| -            | -                         | Rio Caguan                | Rio Caguan                | Rio Caquetá      | Colômbia                           | 470           | 2° 38′ N, 74° 59′ O         |
| -            | Rio Tefé                  | Rio Tefé                  | Rio Tefé                  | Rio Solimões     | Brasil                             | 450           | 5° 44′ S, 66° 32′ O         |
| -            | Lago de Coari             | Lago de Coari             | Lago de Coari             | Rio Solimões (d) | Brasil                             | 530           | 6° 12′ S, 66° 31′ O         |
| -            | Rio Badajós               | Rio Badajós               | Rio Badajós               | Rio Solimões     | Brasil                             | 220           | 3° 44′ 07″ S, 62° 17′ 15″ O |
| -            | Rio Purus                 | Rio Purus                 | Rio Purus                 | Rio Solimões     | Peru - Brasil                      | 3.379         | 10° 50′ S, 72° 28′ O        |
| -            | -                         | Rio Ipixuna               | Rio Ipixuna               | Rio Purus        | Brasil                             | 370           | 7° 59′ S, 63° 27′ O         |
| -            | -                         | Rio Tapauá                | Rio Tapauá                | Rio Purus        | Brasil                             | 640           | 7° 10′ S, 67° 45′ O         |
| -            | -                         | Rio Mucuim                | Rio Mucuim                | Rio Purus        | Brasil                             | 350           | 8° 51′ S, 64° 28′ O         |
| -            | -                         | Rio Ituxi                 | Rio Ituxi                 | Rio Purus        | Brasil                             | 640           | 10° 07′ S, 67° 35′ O        |
| -            | -                         | Rio Sepatini              | Rio Sepatini              | Rio Purus        | Brasil                             | -             | 8° 47′ S, 67° 02′ O         |
| -            | -                         | Rio Pauini                | Rio Pauini                | Rio Purus        | Brasil                             | 450           | 8° 26′ S, 69° 38′ O         |
| -            | -                         | Rio Acre                  | Rio Acre                  | Rio Purus        | Brasil                             | 680           | 10° 56′ S, 70° 31′ O        |
| -            | -                         | Rio Iaco                  | Rio Iaco                  | Rio Purus        | Peru - Brasil                      | 480           | 10° 57′ S, 71° 00′ O        |
| -            | -                         | Rio Chandless             | Rio Chandless             | Rio Purus        | Peru - Brasil                      | 370           | 10° 57′ S, 71° 35′ O        |
| -            | Rio Manacapuru            | Rio Manacapuru            | Rio Manacapuru            | Rio Solimões     | Brasil                             | 171           | 3° 16′ 42″ S, 60° 51′ 10″ O |